# Rhizomnium nudum
Rhizomnium nudum là một loài Rêu trong họ Mniaceae. Loài này được (E. Britton & R.S. Williams) T.J. Kop. mô tả khoa học đầu tiên năm 1968.

## Hình ảnh

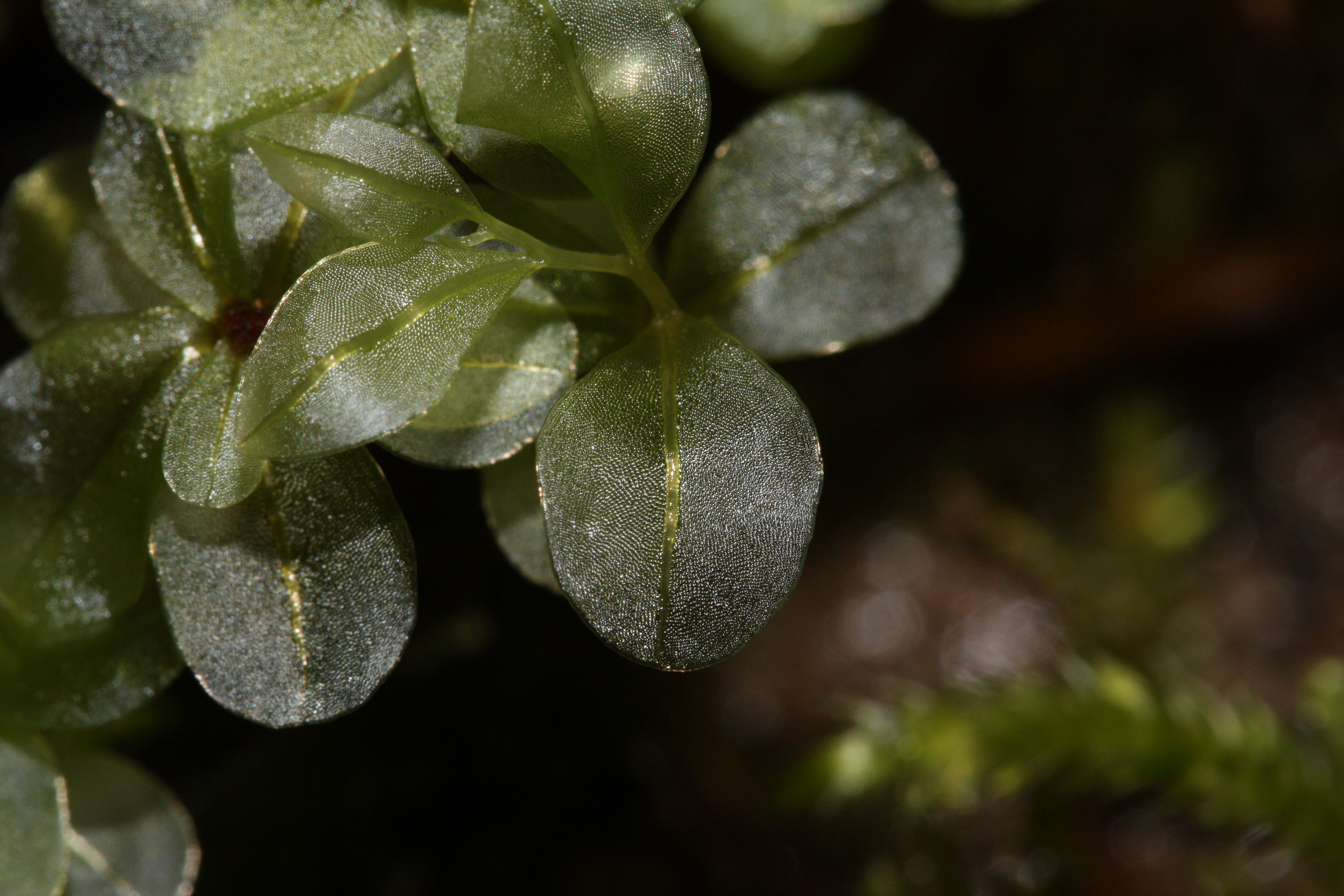
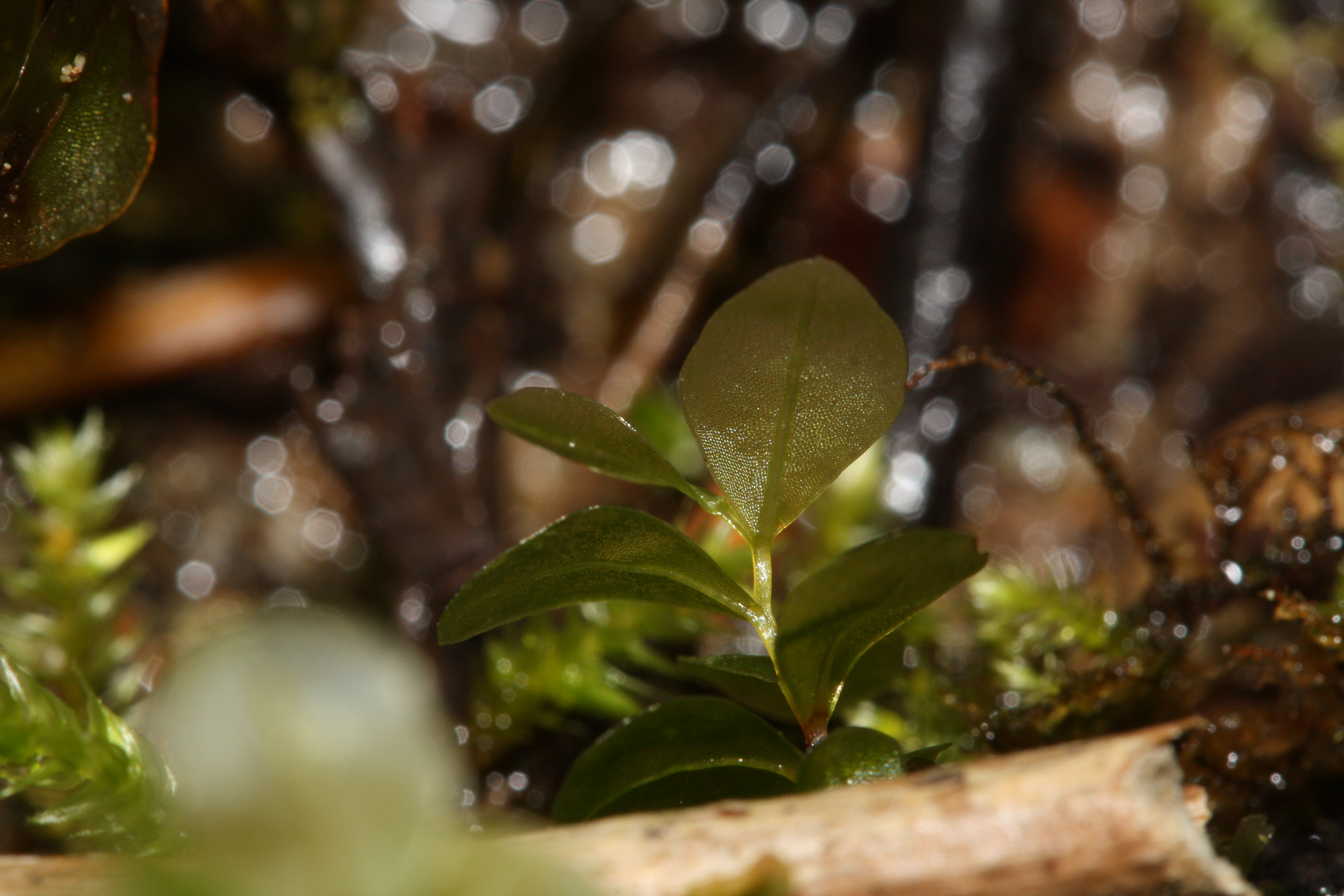